# Аделхайд II (Гандерсхайм)
Вижте пояснителната страница за други личности с името Аделхайд.
Аделхайд II (на немски: Adelheid; * 1045, Гослар; † 11 януари 1096, Кведлинбург) е абатеса на абатство Гандерсхайм от 1061 г. и на Кведлинбург от 1063 г. като наследница на по-голямата си полусестра Беатриса.

## Биография
Тя е най-възрастната дъщеря на император Хайнрих III и втората му съпруга Агнес Поатиенска. Сестра е на император Хайнрих IV, който според епископ Бруно фон Мерзебург нарежда и присъства на нейното изнасилване.
Според хрониста Бернолд фон Констанц, Аделхайд участва през 1090 г. в убийството на маркграф Екберт II от Майсен.
Ламперт фон Херсфелд пише, че две нейни най-важни църкви са подпалени и разрушени, в Кведлинбург през 1070 г. и в Гандерсхайм на 6 юли 1081 г.
Аделхайд умира на 11 януари 1096 г. в Кведлинбург и е погребана в църквата там, която е новоосветена през 1129 г.